# Эйбатов, Ага Рза Камилович
Ага Рза Камилович Эйбатов (азерб. Ağarza Kamiloviç Heybətov; 3 мая 1918, Баку — ?) — советский азербайджанский железнодорожник, Герой Социалистического Труда (1966).

## Биография
Родился 3 мая 1918 года в городе Баку.
Участник Великой Отечественной войны.
Начал трудовую деятельность в 1938 году. С 1948 года — промывщик цистерн, слесарь, бригадир, с 1958 года — сменный мастер, с 1980 года — мастер-приёмщик промывочно-пропарочной станции Баладжары Азербайджанской железной дороги.
Служил с 1938 по 1947 гг. 12-цать личных Благодарностей от Верховного Главнокомандующего. Орден Великой Отечественной Войны 3-оч степени, множества орденов и медалей за взятие Австрии, Венгрии.
После окончании войны участвовал в восстановлении железной дороги в Свердловской области.
Ага Рза Эйбатов проявил себя опытным рабочим, применявшим передовую практику на своей работе. Коллектив смены под руководством Эйбатова, следуя почину одной из бригад станции Москва-Сортировочная, одним из первых в республике вступил в социалистическое соревнование; под руководством сменного мастера бригада промывщиков быстро вышла в передовые и получила звание коллектива коммунистического труда. Смена под руководством Агарзы Эйбатова быстро прославилась на станции благодаря рационализаторским предложениям всего коллектива, каждое из предложений играло важную роль в облегчении работы промывщиков; так если раньше рабочему приходилось самим спускаться в цистерну для очистки остатков мусора из цистерн, то после ряда предложений вместо человека большую работу выполнял прибор механизированной очистки. За период семилетки смена увеличила свою мощность в два раза, 70 человек готовило к наливу сразу 800 цистерн.
Указом Президиума Верховного Совета СССР от 4 августа 1966 года за выдающиеся успехи, достигнутые в выполнении заданий семилетнего плана перевозок, развитии и технической реконструкции железных дорог Эйбатову Ага Рза Камиловичу присвоено звание Героя Социалистического Труда с вручением ордена Ленина и золотой медали «Серп и Молот».
Активно участвовал в общественной жизни Азербайджана. Член КПСС с 1953 года.